# Индийско-русская практическая транскрипция
Хотя в Индии существует огромное количество языков (в том числе 24 официальных) и там используется большое количество местных письменностей, фонология и структура письма (в отличие от внешней формы) большинства наиболее значительных языков устроены по единым принципам. Более того, транслитерация индийских письменностей латиницей также проводится по единым стандартам (прежде всего, IAST и ISO 15919). Всё это позволяет использовать общие правила при практической транскрипции с языков Индии на русский язык.
В настоящее время эти правила применяются при передаче слов:
- из индоарийских языков Индии, Непала, Бутана, Бангладеш и Шри-Ланки, использующих родственные разновидности индийского письма (деванагари, гурмукхи, бенгальское и др.) и для языков хинди, панджаби, бенгальского, ассамского, ория, майтхили, бходжпури, раджастхани, маратхи, гуджарати, догри, синдхи, санскрита);
- из дравидийских языков Индии и Шри-Ланки, использующих родственные разновидности индийского письма (языки тамильский, каннада, малаялам, телугу) (см. также: малаялам-русская практическая транскрипция, каннада-русская практическая транскрипция и телугу-русская практическая транскрипция).

Ранее такая же транскрипция использовалась для индоарийских языков современного Пакистана, однако в настоящее время для них существуют отдельные правила, учитывающие используемое для них арабское письмо.
Ранее в связи с отсутствием подробных индийских географических карт и других источников в национальной графике географические названия Индии и соседних стран и территорий предписывалось передавать с англоязычных карт. Практическая транскрипция индийских названий на англоязычных картах могла быть выполнена в двух системах:
- транскрипция по системе Королевского географического общества, или так называемая система RGS-II;
- традиционная английская транскрипция, установившаяся с начала английского владычества в Индии.

Основные правила система RGS-II таковы:
- Долгие и краткие гласные согласно этой системе передаются так, же как в международном алфавите транслитерации санскрита.
- Носовые гласные передаются сочетанием гласной с n: an, on, en и т. д.
- Придыхательные согласные пишутся сочетанием согласной с h, так же, как и в других системах: th, dh, kh и др.
- Церебральные и зубные согласные не различаются, например, t одинаково может обозначать как зубное [t], так и церебральное [ṭ].
- Сибилянты ś и ṣ передаются как sh
- Палатальные c / ch передаются как ch / chh
- Носовые ñ и ṅ передаются как ny и ng
- Так как эта система используется только для современных языков Индии, в ней нет знаков для передачи специфических санскритских графем.

Традиционная английская транскрипция передавала индийское произношение средствами обычной английской орфографии, причём часто название сокращалось и искажалось до неузнаваемости. Например, Bassein вместо Vasai, Georgegarh вместо Jahāzgarh, Calcutta вместо Kolkata и т. д. Эта система изначально не рекомендовалась для использования при транскрибировании русскими буквами, а сейчас она уже практически не используется, поэтому ниже она не рассматривается.
В последнее время стали доступны написания как в национальной графике, так и в более точной транслитерации (системы типа IAST или ISO 15919), однако это фактически не влияет на русскую практическую транскрипцию, так как разница между церебральными (ретрофлексными) и дентальными согласными, не различавшимися в системе RGS-II, всё равно не может быть отражена в русской графике. Согласные ṣ [ʂ] и ś [ɕ] в целом близки в произношении к русским [ш] и [щ]. Однако по традиции  буква «щ» в иноязычных названиях не используется (кроме как при заимствовании из польского, украинского и белорусского) и обе фонемы передаются на русский с помощью «ш».

## Таблица соответствий
Ниже приводятся русские соответствия точным системам транслитерации (IAST/ISO 15919) и английской практической транскрипции (RGS), а также знакам наиболее распространённой системы письма Индии — деванагари. Звёздочками (*) отмечены случаи, подробнее рассмотренные ниже.

| IAST/ISO 15919 | RGS | русский | деванагари |
| -------------- | --- | ------- | ---------- |
| a              | a   | а       | अ          |
| ā              | ā   | а       | आ          |
| ai             | ai  | ай      | ऐ          |
| au             | au  | ау      | औ          |
| b              | b   | б       | ब          |
| bh             | bh  | бх      | भ          |
| c              | ch  | ч       | च          |
| ch             | chh | чх      | छ          |
| d              | d   | д       | द          |
| ḍ              | d   | д       | ड          |
| dh             | dh  | дх      | ध          |
| ḍh             | dh  | дх      | ढ          |
| e/ē            | e   | е, э-*  | ए          |
| f              | f   | ф       | फ़          |
| g              | g   | г       | ग          |
| ġ [ɣ]          | gh  | г*      | ग़          |
| gh             | gh  | гх*     | घ          |
| h              | h   | х       | ह          |
| ḥ              | h   | х       | अः          |
| i              | i   | и       | इ          |
| ī              | ī   | и       | ई          |
| j              | j   | дж      | ज          |
| jh             | jh  | джх     | झ          |
| k              | k   | к       | क          |
| kh             | kh  | кх*     | ख          |
| k͟h [x]         | kh  | х*      | ख़          |
| l              | l   | л       | ल          |
| ḷ              | l   | л       | ळ          |
| ḷha [ɺ̡ʱ]       | lh  | лх      | ऴ          |

| IAST/ISO 15919 | RGS | русский | деванагари |
| -------------- | --- | ------- | ---------- |
| m              | m   | м       | म          |
| ṃ/ṁ            | m   | м, н    | अं          |
| n              | n   | н       | न          |
| ṇ              | n   | н       | ण          |
| ṅ              | ng  | нг, н*  | ङ          |
| ñ              | ny  | нь      | ञ          |
| o/ ō           | o   | о       | ओ          |
| p              | p   | п       | प          |
| ph             | ph  | пх      | फ          |
| q              | q   | к       | क़          |
| r              | r   | р       | र          |
| ṛ [ɽ]          | r   | р       | ड़          |
| ṛh [ɽʱ]        | rh  | рх      | ढ़          |
| s              | s   | с       | स          |
| ś              | sh  | ш       | श          |
| ṣ              | sh  | ш       | ष          |
| t              | t   | т       | त          |
| ṭ              | t   | т       | ट          |
| th             | th  | тх      | थ          |
| ṭh             | th  | тх      | ठ          |
| u              | u   | у       | उ          |
| ū              | ū   | у       | ऊ          |
| v              | v   | в       | व          |
| y              | y   | й*      | य          |
| z              | z   | з       | ज़          |
| ḷ/ l̥           |     | ли      | ऌ          |
| ḹ/ l̥̄           |     | ли      | ॡ          |
| ṛ/ r̥           |     | ри      | ऋ          |
| ṝ/ r̥̄           |     | ри      | ॠ          |

## Некоторые особенности русской практической транскрипции
- Сочетания aī, āī, передающие по две отдельных гласных, передаются на русский как аи: bhāī — бхаи.
- gh в словах индийского происхождения (где оно произносится как [ɡʱ]) передаётся как гх: Ghusurī — Гхусури; в словах же арабского, персидского или тюркского происхождения (где оно произносится в аккуратной речи как [ɣ]) — как г (в IAST как ġ): Ghāzipur — Газипур.
- kh в словах индийского происхождения (где оно произносится как [kʰ]) передаётся как кх: Ladākh — Ладакх; в словах же арабского, персидского или тюркского происхождения (где оно произносится в аккуратной речи как [x]) — как х (в ISO как k͟h): Khānpur — Ханпур.
- l всегда передаётся посредством л, в том числе в конце слова и перед согласной: Lālpur — Лалпур; исключение составляет слово хейль.
- Сочетания ng ([ŋ]) и ngh ([ŋɡʱ]) передаются сочетаниями нг и нгх: Narsinghgarh — Нарсингхгарх; но сочетания ngg ([ŋɡ]) и ngk ([ŋk]) — как нг и нк соответственно: Dongkya — Донкья.
- Сочетание ts обычно передаётся как тс, так как оно в словах индийского происхождения находится чаще всего на стыке морфем: Amritsar — Амритсар, Muktsar — Муктсар; в словах тибетского происхождения и некоторых других (в частности в начале слов) это сочетание может передаваться как ц: Tsuka — Цука, Tsaparai — Цапарай.
- v и w одинаково передаются как в: Waingangā — Вайнганга.
- Сочетания y с последующей гласной передаются следующим образом:

| Сочетание | В начале слова и после гласной    | После согласной внутри морфемы | После согласной на стыке корней |
| --------- | --------------------------------- | ------------------------------ | ------------------------------- |
| ya / yā   | я                                 | ья                             | ъя                              |
| yya       | йя (Neyyattinkara — Нейяттинкара) | —                              | —                               |
| ye / yē   | е                                 | ье                             | ъе                              |
| yi / yī   | йи                                | ьи                             | ъи                              |
| iyi       | йи (Saiyidpur — Сайидпур)         | —                              | —                               |
| yo / yō   | йо                                | ьо                             | йо                              |
| yu / yū   | ю                                 | ью                             | ъю                              |
| yyu       | йю                                | —                              | —                               |

- удвоенные согласные передаются в русской транскрипции также удвоенными, то есть bb как бб, chch — чч, cch — ччх, dd — дд, jj — ддж: Ujjain — Удджайн.

Ряд традиционных названий не следует вышеуказанным правилам, а используется в русском языке в уже устоявшейся, традиционной форме. Например: Delhi/Dilli (दिल्ली) — Дели, Kachchh / Kutch — Кач, Thar — Тар, Buddha — Будда. В основном это касается крупных географических объектов — гор, пустынь, проливов, групп островов.